# Spilsby Island
Spilsby Island è l'isola maggiore del Sir Joseph Banks Group; è situata nel golfo di Spencer, a est della penisola di Eyre e a nord-est di Port Lincoln, nell'Australia Meridionale (Australia). L'isola è di proprietà privata ed è sfruttata a scopo turistico; è dotata di una pista d'atterraggio.

## Geografia
L'isola, formata da roccia granitica, ha una superficie di 4,68 km² ed è alta 41 m. Si trova 25 km a sud-est di Point Boilingbroke, che sporge sulla costa est della penisola di Eyre. La piccola Boucaut Island, assieme all'adiacente Seal Rock, si trova a nord-est di Spilsby Island. Un'altra piccola isola, Duffield Island, si trova a nord-ovest.

## Toponimo
Matthew Flinders nominò l'isola di Spilsby (assieme ad altre due isole del Sir Joseph Banks Group: Sibsey e Stickney) il 21 febbraio 1802. Flinders chiamò molte isole del gruppo come alcuni villaggi e parrocchie della sua provincia d'origine, il Lincolnshire. Spilsby era il luogo di nascita di Sir John Franklin, esploratore dell'Artico.